# Alphonse Robert
Ne doit pas être confondu avec Alphonse Robert (peintre).
Pour les articles homonymes, voir Robert.
César Alphonse Robert, né le 17 novembre 1801 à Marseille et mort à 1er décembre 1862 à Paris, est un médecin et chirurgien français. Il est l'un des membres fondateurs de la Société anatomique de Paris en 1826, de l'Académie de chirurgie en 1843, et membre de l'Académie de médecine.

## Biographie
Alphonse Robert est le fils de Louis Jean Joseph Robert, négociant, et de Magdeleine Simone.
Après son arrivée à Paris en 1821, il est externe (1823) puis interne (1825) et loge avec son cousin Hector Berlioz au 104 rue Saint-Jacques, alors son condisciple à la Faculté de médecine de Paris. Il est reçu docteur en médecine en 1831 en soutenant une thèse intitulée Considérations générales sur les plaies d’armes à feu. Il est nommé aide d’anatomie (1829) puis prosecteur (1831) de la Faculté de médecine de Paris.
Agrégé en 1832, il est chirurgien du Bureau central et chirurgien des hôpitaux, à partir de 1834, exerçant à l'Hôpital de Lourcine, à l'Hôpital Beaujon puis à l'Hôtel-Dieu. Il est également professeur d'anatomie à l'École des Beaux-Arts.

## Éponymie
- Ligament de Robert (ou troisième ligament croisé de Robert)[3]: ligament ménisco-fémoral postérieur.

## Œuvres et publications
- Considérations générales sur les plaies d'armes à feu, [Thèse de médecine], 1831.
- Traité théorique et pratique du rhumatisme, de la goutte, et des maladies des nerfs, Baillière, Paris, 1840.
- Mémoire sur l'inflammation des follicules muqueux de la vulve, [lu à l'Académie de médecine, le 2 septembre 1840], Germer-Baillière (Paris), 1841, in-8° , 16 p., lire en ligne sur Gallica.
- Des affections cancéreuses et des opérations qu'elles nécessitent, G. Baillière, Paris, 1841.
- Des anévrysmes de la région sus-claviculaire, [thèse présentée le 7 juin 1842, au concours pour la chaire de clinique chirurgicale, vacante a la faculté de médecine de Paris], Baillière, Paris, 1842, Texte intégral.
- Mémoire sur la nature de l'écoulement aqueux très abondant qui accompagne certaines fractures de la base du crâne, Rignoux (Paris), 1846, 1 vol. (52 p.) in-8, lire en ligne sur Gallica.
- Rapports faits à l'Académie de Médecine dans sa séance du 30 juillet 1850 sur des instruments de chirurgie en gutta-perka, 1850, Texte intégral.
- Des Amputations partielles et de la désarticulation du pied, [Thèse présentée au concours pour une chaire de médecine opératoire vacante à la Faculté de médecine de Paris, pour être soutenue le 2 février 1850], Germer Baillière, Paris, 1850.
- Considérations pratiques sur les varices artérielles du cuir chevelu, impr. de Plon, Paris, 1851.
- Résumé de la discussion sur le chloroforme, suivi de considérations pratiques sur l'anesthésie, 1853.
- Des Règles à suivre dans l'administration des anesthésiques,[leçons faites à l'Hôtel-Dieu, par M. A. Robert, recueillies et publiées par M. le Dr Paul-Arthur Doumic (1831-18..?)], bureau du Moniteur des hôpitaux (Paris), 1859, In-8° , 75 p., lire en ligne sur Gallica.
- Conférences de clinique chirurgicale faites à l'Hôtel-Dieu pendant l'année 1858-1859, [recueillies et publiées par le Dr Doumic], Paris, Germer-Baillière , 1860.